# Oenanthe crocata
Oenanthe crocata és una espècie de planta apiàcia.
A Espanya figura dins la llista de plantes de venda regulada

## Descripció
Es distingeix pel fet de tenir lòbuls en les fulles basals ovats o arrodonits. És una planta perenne i robusta amb flors balanques i umbel·les de 10 a 40 radis. El fruit és cilíndric de fins a 6 mm. Conté la neurotoxina enantotoxina. Si es menja aquesta planta la mort pot arribar en només 3 hores. Aquesta espècie pot correspondre amb la de l'herba sardònica (riure sardònic) utilitzada a la Sardenya antiga per a drogar les seves víctimes abans de matar-les.

## Distribució
Oest d'Europa i la regió mediterrània però no apareix als Països Catalans. Viu a la vora de l'aigua.
L'epítet específic crocata significa "de color groc del safrà".